# موزر (اسم)
موزر (Möser أو Moeser) هو اسم ألماني. الأشخاص البارزون الذين يحملون اللقب هم:
- هانز موزر (1906-1948) ، ضابط ألماني نازي عمل في معسكر اعتقال تابع للقوات الخاصة الألمانية، تم إعدامه بتهمة ارتكاب جرائم حرب.
- جيمس موزر (مواليد 1939) - المستشار التاسع لجامعة نورث كارولينا في تشابل هيل.
- جوستوس موزر (1720–1794) - فقيه قانوني ومنظر اجتماعي ألماني.
- رون موزر - عضو مجلس مدينة تورنتو في كندا.